# Tat Momoli, Arizona
Tat Momoli je naseljeno područje za statističke svrhe u američkoj saveznoj državi Arizona. Prema popisu stanovništva iz 2010. u njemu je živjelo 10 stanovnika.